# Gettjärnen, Dalsland
Gettjärnen är en sjö i Dals-Eds kommun i Dalsland och ingår i Göta älvs huvudavrinningsområde. Sjön har en area på 0,0753 kvadratkilometer och ligger 160,2 meter över havet. Sjön avvattnas av vattendraget Tassbyälven (Kesnacksälven).

## Delavrinningsområde
Gettjärnen ingår i det delavrinningsområde (655966-128049) som SMHI kallar för Utloppet av Lyssetjärn. Medelhöjden är 181 meter över havet och ytan är 8,2 kvadratkilometer. Det finns inga avrinningsområden uppströms utan avrinningsområdet är högsta punkten. Tassbyälven (Kesnacksälven) som avvattnar avrinningsområdet har biflödesordning 3, vilket innebär att vattnet flödar genom totalt 3 vattendrag innan det når havet efter 234 kilometer. Avrinningsområdet består mestadels av skog (88 procent). Avrinningsområdet har 0,87 kvadratkilometer vattenytor vilket ger det en sjöprocent på 10,6 procent.